# Домангарт II мак Домнайлл
Домангарт II (Домангарт мак Домнайлл; гельською. Domangart mac Domnaill; помер в 673) — король гельського королівства Дал Ріад, правив з 660 по 673 рік.
Домангарт II був сином Домналл I і успадковував в 660 році Коналл II. Хроніки повідомляють, що в цей час Дав Ріад була розділена між нащадками Комгалла, його брата Габрана і нащадками Лоарна.
Домангарт помер в 673 році і йому успадковував Маелдуйн мак Коналл.